# مؤامرة الأطباء

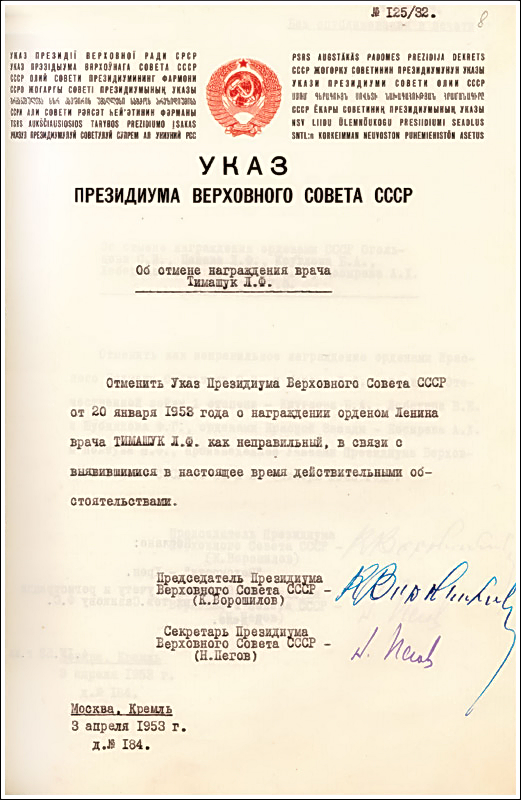

مؤامرة الأطباء (بالروسية: дело врачей) وعرفت أيضا بقضية الأطباء المخربين أو الأطباء القتلة كانت حملة معادية للسامية برعاية الاتحاد السوفيتي ونظرية مؤامرة زعمت وجود عصابة من المتخصصين الطبيين البارزين، معظمهم من العرق اليهودي، بقصد قتل كبار المسؤولين الحكوميين والحزبيين. في 1951-1953، اتُهمت مجموعة من الأطباء من موسكو، معظمهم من اليهود، بالتآمر لاغتيال القادة السوفييت. ورافق ذلك لاحقًا منشورات ذات طابع معادي للسامية في وسائل الإعلام تحدثت عن تهديدات الصهيونية وأدانت الأشخاص الذين يحملون ألقابًا يهودية. بعد ذلك، تم فصل العديد من الأطباء، اليهود وغير اليهود، من وظائفهم، وتم اعتقالهم وتعذيبهم. وبعد أسابيع قليلة من وفاة ستالين عام 1953، قالت القيادة السوفيتية الجديدة إن هناك نقصًا في الأدلة فيما يتعلق بمؤامرة الأطباء وأسقطت القضية. وبعد فترة وجيزة، تم الإعلان عن أن القضية كانت ملفقة.

## البدايات
أطلق ستالين الحملة المعادية لليهود كذريعة لإقالة واستبدال لافرينتي بيريا، ومحاكمة القادة السوفييت الآخرين، والقيام بحملة تطهير واسعة للحزب الشيوعي. في عام 1951 أبلغ المحقق في وزارة أمن الدولة ميخائيل ريومين رئيسه فيكتور اباكوموف وزير MGB أن البروفسور ياكوف ايتنغر الذي له صلة باللجنة اليهودية المناهضة للفاشية، أخطأ في علاج اندريه جدانوف (توفي عام 1948) والكسندر شيرباكوف (توفي عام 1945)، ويُزعم أنه كان ينوي قتلهما، ولكن لم يصدق اباكوموف القصة. توفي ايتنغر في السجن بسبب الاستجوابات القاسية عام (1951)، بعد فترة وجيزة تم فصل ريومين من منصبه في MGB لاختلاس الأموال وتحميله مسؤولية وفاة ايتنغر بمساعدة جورجي مالينكوف، كتب ريومين رسالة إلى ستالين، متهماً اباكوموف بقتل ايتنغر لإخفاء مؤامرة لقتل القيادة السوفيتية. في 4 يوليو 1951 تم فصل اباكوموف بعد تشكيل لجنة للتحقيق في القضية.
حاول كل من بيريا ومالينكوف استغلال الوضع لتوسيع سلطتهما من خلال السيطرة على MGB .

## حملة الاعتقالات
اٌعتقل اباكوموف وتعرض للتعذيب بعد فترة قصيرة من إقالته من منصب رئيس MGB ووجهت إليه تهمة التعاطف والحامي للجريمة اليهودية السرية. بعد هذا الاعتقال تمت اعتقالات للعديد من العملاء الذين عملوا مع الجهاز المركزي لـ MGB  معظمهم من اليهود.
أٌعيد إحياء قضية الأطباء القاتلين 1952 عندما تم استخراج رسالة طبيبة القلب ليديا تيماشوك من الأرشيف. في عام 1948، كتب تيماشوك رسالة إلى رئيس أمن ستالين، الجنرال نيكولاي فلاسيك، يذكر فيها أن زادنوف أصيب بنوبة قلبية، لكن الأطباء الذين عالجوه وصفوا له العلاج الخاطئ وعندما مات جدانوف تستر الأطباء على خطئهم، والرسالة تم تجاهلها من الأساس.
كان من المقرر اعتقال الأطباء المتورطين بالتستر ولكن كانوا جميعاً روس لذلك فقد أضاف الصهيوني ريومين وسيميون اغناتيف، والذي خلف اباكوموف في رئاسة MGB، بدأت الاعتقالات في سبتمبر 1952. تم القبض على فلاسيك من منصبه كرئيس لأمن ستالين لتجاهله رسالة تيماشوك. تم القبض لاحقاً على 37 ثم ازداد العدد إلى مئات.
حملة اعلانية
أمر ستالين وكالة الأنباء تاس وبرافدا وهي الجريدة الرسمية للحزب الشيوعي السوفيتي بعرض تقارير حول مؤامرة الأطباء، كان الهدف من هذه التقارير هو أن تحظى على ضجة إعلامية أكبر من قضية مينجرليان التي حدثت في 13 يناير 1953 حيث تم اتهام تسعة أطباء بارزين في موسكو بالمشاركة في عملية تسميم لأعضاء القيادة السوفيتية العليا.
نشرت الصحيفة المقال بعنوان «جواسيس وقتلة شيريرون تحت قناع الأطباء الأكاديميين» وذكرت أيضاً بأنه تم القبض على جماعة إرهابية من الأطباء كان هدفها تقصير حياة قادة الاتحاد السوفيتي عن طريق التخريب الطبي واستعمال علاجات غير صحيحة.
ومن بين ضحايا هذه العصابة، الرفيقان جدانوف وشيرباكوف، اعترف المجرمون بأنهم استغلوا مرض الرفيق شدانوف باحتشاء عضلة القلب ووصفوا له أدوية غير مناسبة مما أدى إلى وفاته بعد فترة وجيزة.
غالبية المشاركين في المجموعة الإرهابية تم شراؤهم من قبل المخابرات الأمريكية.
انكشفت المنظمة اليهودية المسماة «جوينت» التي تسترت على أفعالها تحت قناع الصداقات.

## وفاة ستالين
توفي ستالين في 5 مارس 1953 بعد وفاته تم تبرئة الأطباء من قبل القيادة الجديدة في مرسوم صدر في 31 مارس من قبل لافرينتي بيريا، ثم تم إعادة مراجعة القضية من قبل مالينكوف الذي رأى أنها ملفقة.

## تصريحات خروتشوف
صرح نيكيتا خروتشوف في خطاب سري عام 1956 أن المؤامرة ملفقة من إعداد ستالين ولكن ستالين لم يمتلك الوقت الكافي لوضع نهاية مناسبة لها وهذا كان السبب لنجاة الأطباء. وذكر خرتشوف الأسلوب الذي أصرَّ ستالين على استخدامه وهو الضرب وتهديد الأطباء بقطع الرأس في حال عدم الاعتراف.
وذكر أيضاً أن ستالين كان لاعضاء المكتب السياسي بأنهم كالقطط الصغيرة العمياء التي لا تستطيع تمييز أعدائها.
أكد خروتشوف أن ستالين استغل القضية لإطلاق حملة تطهير واسعة للحزب الشيوعي.
الترحيل المخطط لليهود
هناك آراء استندت على أدلة ثانوية، ذكرت بأن القضية كان الهدف منها القمع المجتمعي وترحيل اليهود لكن الخطة فشلت بسبب الموت المفاجئ لستالين، وبحسب لويس رابوبورت، فكان من المخطط أن تبدأ العملية بإعدام علني للأطباء المسجونين، ثم تبدأ ثلاث مراحل للإبادة الجماعية.
المرحلة الأولى، سيتم نقل جميع يهود الاتحاد السوفيتي تقريباً إلى معسكرات شرق جبال الاورال.
المرحلة الثانية، ستبدأ MGB (الشرطة السرية) في قتل النخب في المعسكرات.
المرحلة الاخيرة، ستكون للتخلص من الباقي.
بدأ ستالين في التجهيز لترحيل اليهود في فبراير 1953 وأمر مجموعة من الشخصيات البارزة من اليهود السوفييت بإعداد رسالة للحكومة السوفيتية من أجل تنفيذ الترحيل الجماعي لإنقاذهم من «غضب الشعب السسوفيتي العادل» بعد إعدام الأطباء اليهود، وفقاً للمؤرخ سامسون ماديفسي تم النظر في خطة الترحيل وكان العائق الوحيد هو الإطار الزمني.